# Жорж Дюбі
Жорж Дюбі (фр. Georges Duby; 7 жовтня 1919, Париж — 3 грудня 1996) — французький історик-медієвіст.

## Біографія
Народився в родини ремісників. Здобув середню освіту в Маконі, потім вивчав історію і географію в Ліонському університеті (диплом в 1942 році. По закінченні Другої світової війни Дюбі викладав у Безансоні і Екс-ан-Провансі, 1952 року здобув докторський ступінь в Сорбонні за дисертацію «Суспільство в XI—XII ст. в регіоні Макону». 1953 року дисертація вийшла друком окремою книгою. 1970 року він став викладачем Колеж де Франс, 1974 року був прийнятий в Академію написів та красного письменства, 1987 року був обраний до Французької академії.

## Наукова діяльність
Дюбі був чільним представником школи «Анналів», у сферу його наукових інтересів входили вивчення ментальності, структури феодального суспільства, історії мистецтва, історії жінок.

## Вибрані праці
Повна бібліографія праць Жоржа Дюбі розміщена на сайті Французької академії.
Університетські праці
- Суспільство в XI—XII ст. в регіоні Макону / La société aux XIe-XIIe dans la région mâconnaise, Paris, Éditions de l’École des Hautes Études en Sciences Sociales, 1953. Thèse de doctorat d'État.
- Сільське господарство та сільське життя на середньовічному Заході / L'économie rurale et la vie des campagnes dans l'Occident médiéval, Paris, Aubier, 1962, 2 volumes
- Люди й структури середньовіччя / Hommes et structures du Moyen Âge, Mouton, 1973 ; rééd. en deux volumes : Seigneur et paysans et La société chevaleresque, Flammarion, 1988
- Воїни та селяни VII—XII ст.: перше піднесення європейської економіки / Guerriers et paysans, VIIe-XIIe s.: premier essor de l'économie européenne, Gallimard, 1973
- Три порядки або світ уявлень феодалізму / Les trois ordres ou L'imaginaire du féodalisme, Paris, Gallimard, 1978 ISBN 2070286045
- Лицар, жінка, священик: обруження у феодальній Франції / Le chevalier, la femme et le prêtre: le mariage dans la France féodale, Paris, Hachette, 1981 ISBN 2012790712
- Гійом Ле Марешаль або найкращий лицар у світі / Guillaume le Maréchal ou Le meilleur chevalier du monde, Paris, Fayard, 1984 ISBN 2070323447. Biographie de Guillaume le Maréchal, qui s'élève dans la hiérarchie féodale par ses dons jusqu'à devenir l'un des hommes les plus puissants du royaume d'Angleterre
- Чоловіче середньовіччя: про кохання та інші есе / Mâle Moyen Âge: de l'amour et autres essais, Paris, Flammarion, 1988, réédition de 2010, ISBN 9782081236325
- Панії XII століття / Dames du XIIe s., Gallimard, 1995—1996, 3 volumes
- Жінки і влада в XII столітті / Les femmes et le pouvoir au XIIe s., conférence donnée au Collège de France le 17 février 1994, CD audio, Houilles, Le Livre qui parle, 2009

Науково-популярні праці
- Неділя Бувінської битви / Le dimanche de Bouvines (27 juillet 1214), Gallimard «Trente journées qui ont fait la France», Paris, 1973 ISBN 2070322955.
- Процес Жанни д'Арк, разом з Андре Дюбі, Les procès de Jeanne d'Arc, Gallimard, 1973
- 1000 рік / L'an mil, Gallimard, 1980 ISBN 2-07-032774-4
- Європа в середньовіччі / L'Europe au moyen âge , (романське і готичне мистецтво), 2 листопада 1981, Arts et métiers graphiques

Історія мистецтв
- Отроцтво західного християнства / Adolescence de la chrétienté occidentale, Європа соборів / L'Europe des cathédrales та Основа нового гуманізму / Fondement d'un nouvel humanisme, Skira, 1966—1967, 3 volumes; repris en un volume sous le titre Le Temps des cathédrales: l'art et la société (980—1420), Paris, Gallimard, 1976 (Grand Prix Gobert de l'Académie française 1977) ISBN 207029286X
- Saint Bernard: l'art cistercien, Arts et métiers graphiques, 1976

Участь в колективних працях
- Історичний атлас, (кер.) Atlas historique, Paris, Larousse, 1978 ; численні перевидання
- Історія французької цивілізації, разом з Робером Мандру, Histoire de la civilisation française, A. Colin, 1958, 2 volumes
- (кер.) Histoire de la France, Des origines à nos jours, Larousse, 1970—1971, 3 volumes; rééd. Bibliothèque historique Larousse, 2007 ISBN 978-2035826367
- Історія сільської Франції (коорд. разом з Арманом Валоном) Histoire de la France rurale, Paris, Le Seuil, 1976, 4 volumes
- (кер.) Histoire de la France urbaine, Le Seuil, 1980—1985, 5 volumes
- Історія приватного життя в 5 томах (коорд. разом з Філіпом Арьєсом) Histoire de la vie privée, Paris, Le Seuil, 1985—1987, 5 volumes[23] ISBN 2-02-008987-4
- Історія жінок на Заході (коорд. разом з Мішель Перро) Histoire des femmes en Occident, Plon, 1990—1992, 5 volumes

Різне
- Разом з Гі Лардро, Діалоги / Dialogues, Flammarion, 1980 (rééd. Les petits Platons, 2013 ISBN 2361650421 Помилка параметра в {{ISBN}}: контрольна сума)
- L'Histoire continue, Paris, Odile Jacob, 1991, ISBN 2738110428

## Українські переклади
- Жорж Дюбі. Доба соборів: Мистецтво та суспільство 980—1420 років/ Жорж Дюбі ; Ж. Дюбі; Пер. з фр. Григорій Філіпчук, Зоя Борисюк. — Київ: Юніверс, 2003. — С. 275—316. — ISBN 966-7305-91-0 (Шифр 9(4)/Д95-577268). — ISBN 966-7305-91-0
- Переклад праці «Доба соборів» був відзначений Премією Григорія Сковороди.